# Dorfkirche Breitenhain

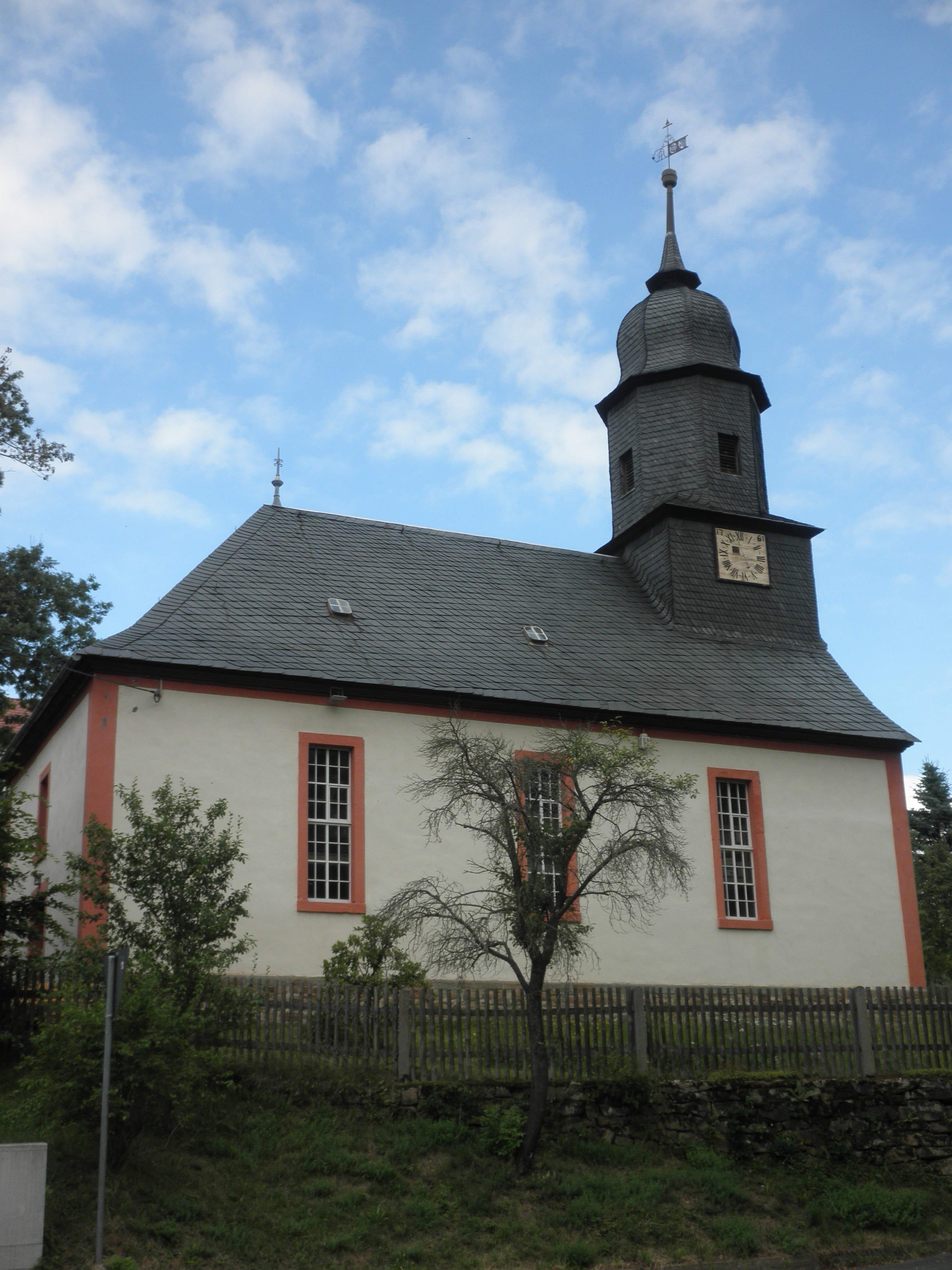
Dorfkirche Breitenhain

Die Dorfkirche Breitenhain steht in der Ortschaft Breitenhain im Ortsteil Breitenhain-Strößwitz der Stadt Neustadt an der Orla im Saale-Orla-Kreis in Thüringen. Sie gehört zum Pfarrbereich Trockenborn im Kirchenkreis Eisenberg der Evangelischen Kirche in Mitteldeutschland.

## Geschichte
Die im 18. Jahrhundert baufällig gewordene mittelalterliche Kirche wurde 1746 durch eine rechteckige Saalkirche mit Walmdach und Dachturm ersetzt.
Die Wetterfahne mit den Initialen A.R. (Augustus Rex) und dem sächsischen und polnischen Wappen – der Breitenhainer Landherr war zur Erbauungszeit August III., Kurfürst von Sachsen und König von Polen – wurde 1993 dem Original nachgebildet.

## Ausstattung
Eine Empore befindet sich an der Nord- und Südwand. Der Kanzelaltar wurde in den 1960er Jahren wegen Baufälligkeit auf die linke Seite des Langhauses versetzt. Der gut erhaltene gotische Flügelaltar aus dem Jahr 1510 zeigt Madonna auf der Mondsichel, ihr zur Seite die Heilige Katharina und Barbara und außen Ägidius und Nikolaus. Auf der Außenseite sind Bonifatius und Pankratius zu sehen.

## Orgel
Auf der Empore steht die 1841 von August Witzmann aus Stadtilm geschaffene Orgel mit zwei Manualen, einem Pedal und 14 Registern. Die Prospektpfeifen wurden nach 1917 ersetzt.

## Geläut
Die Glocken aus dem Jahr 1443 und 1721 wurden im Ersten Weltkrieg zu Rüstungszwecken eingeschmolzen. Die heutigen Glocken aus dem Jahr 1919 und 1961 haben ein elektrisches Läutwerk.